# ウエストコースト・ジャズ
ウエストコースト・ジャズ（West Coast Jazz）は、1950年代、アメリカ合衆国ロサンゼルスを中心とする、アメリカ西海岸一帯で演奏されていたジャズの総称。ロックにもウエストコースト・ロックという地域ジャンルがある。

## 歴史
他のジャズ分野は南部で発祥後、北部・東部に移動し、ニューヨーク中心の東海岸での音楽性の違いで分類されたのに対し、西海岸ジャズは、地域によって分類されたものである。西海岸のジャズメンの中心は、概して正統的な音楽教育を受けた白人演奏家であり、クール・ジャズを発展させたようなスタイルが比較的多い。特に1940年代から1950年代にかけて白人ビッグバンドのスタン・ケントン楽団とウディ・ハーマン楽団で活動し、その後に独立したミュージシャンが多く含まれる。デイヴ・ブルーベックはウエストコースト・ジャズの中でも、特に有名なジャズマンだった。ブルーベックの「テイク・ファイヴ」は、ジャズだけでなく、ポップ・チャートにもクロスオーバーした。同曲は21世紀に入ってからも、ラジオ、テレビなどでオンエアされている。
西海岸を本拠地とするジャズメンの中には、モード・ジャズ、クール・ジャズの伝統を汲むもの、アフロアメリカンのジャズメンを中心にしたソウル・ジャズやフリー・ジャズ的なものなど、様々なスタイルが混在していた。1951年、西海岸カリフォルニア出身のデイヴ・ブルーベックは、やはりカルフォルニア生まれのポール・デスモンドを自身のコンボに招き入れた。

## 代表的なアーティスト
- デイヴ・ブルーベック
- ポール・デスモンド
- シェリー・マン
- ジェリー・マリガン[注 2]
- チェット・ベイカー
- バド・シャンク
- リロイ・ヴィネガー:ベース
- ワーデル・グレイ：西海岸
- ジャック・シェルドン
- ボブ・ブルックマイヤー
- ショーティ・ロジャース
- ソニー・クリス
- チコ・ハミルトン
- ハンプトン・ホーズ
- アート・ペッパー
- バーニー・ケッセル
- アンドレ・プレヴィン
- ヴィクター・フェルドマン
- ジョー・モレロ：ドラムス
- ウィルトン・フェルダ－
- ジョー・サンプル
- スティックス・フーパー
- ボビー・ブライアント：トランペット
- ハワード・ラムゼイ：ベース
- ジャズ・クルセイダーズ：西海岸
- レス・マッキャン
- ジュリー・ロンドン
- バド・シャンク
- マーティ・ペイチ[注 3]
- ローレンス・マラブル：西海岸
- ジョー・モンドラゴン：西海岸
- ジャック・モントローズ：西海岸
- スタン・ケントン
- ウディ・ハーマン
- レッド・ミッチェル
- ジム・ホール
- ラリー・カールトン
- リー・リトナー